# Little Wigborough
Little Wigborough est un village et une ancienne paroisse civile de l'Essex, en Angleterre.